# Iasnohirka
Iasnohirka (en ukrainien : Ясногірка, en russe : Ясногорка, Iasnogorka) est une commune urbaine de l'est de l'Ukraine, dans l'oblast de Donetsk, dépendante du raïon de Kramatorsk et de la communauté urbaine de la ville de Kramatorsk. Elle était peuplée de 8034 habitants en 2019.

## Géographie
La commune se situe sur la rive ouest de la rivière Kazenny Torets, affluent de la rivière Donets, dans le bassin hydrographique du fleuve Don. Elle fait face, sur l'autre rive du Kazenny Torets, à la commune urbaine de Bilenke, dans la périphérie nord de la ville de Kramatorsk. Elle se trouve à 87 km au nord-nord-ouest de la ville de Donetsk.